# Bolteria siouxan
Bolteria siouxan är en insektsart som beskrevs av Knight 1971. Bolteria siouxan ingår i släktet Bolteria och familjen ängsskinnbaggar. Inga underarter finns listade i Catalogue of Life.